# Hong Kong aux Jeux olympiques d'été de 2024
Hong Kong participe aux Jeux olympiques de 2024 à Paris. Il s'agit de sa 18e participation à des Jeux olympiques d'été.
L'escrimeur Cheung Ka Long et la nageuse Siobhán Bernadette Haughey sont nommés porte-drapeaux de la délégation en juillet 2024.

## Nombre d’athlètes qualifiés par sport
Voici la liste des qualifiés et sélectionnés hongkongais par sport (remplaçants compris) :
| Sport                                 | Hommes | Femmes | Total |
| ------------------------------------- | ------ | ------ | ----- |
| Athlétisme                            | 1      | -      | 1     |
| Aviron                                | 1      | -      | 1     |
| Badminton                             | 2      | 4      | 6     |
| Cyclisme                              | 1      | 2      | 3     |
| Escrime                               | 2      | 2      | 4     |
| Gymnastique • Gymnastique artistique  | 1      | -      | 1     |
| Judo                                  | -      | 1      | 1     |
| Sports aquatiques • Natation sportive | 1      | 7      | 8     |
| Taekwondo                             | 1      | -      | 1     |
| Tennis de table                       | 1      | 3      | 4     |
| Triathlon                             | 1      | -      | 1     |
| Voile                                 | 4      | 1      | 5     |
| Total                                 | 16     | 20     | 36    |

## Médaillés
| Sport   | Discipline                  | Athlète(s)     | Performance                                | Date       |
| ------- | --------------------------- | -------------- | ------------------------------------------ | ---------- |
| Escrime | Épée féminine individuelle  | Vivian Kong    | Finale Auriane Mallo-Breton Victoire 13–12 | 27 juillet |
| Escrime | Fleuret masculin individuel | Cheung Ka Long | Finale Filippo Macchi Victoire 15-14       | 29 juillet |

| Sport | Discipline | Athlète(s) | Performance | Date |
| ----- | ---------- | ---------- | ----------- | ---- |
|       |            |            |             |      |

| Sport    | Discipline                    | Athlète(s)                 | Performance   | Date       |
| -------- | ----------------------------- | -------------------------- | ------------- | ---------- |
| Natation | 200 mètres nage libre féminin | Siobhan Bernadette Haughey | 1 min 54 s 55 | 29 juillet |
| Natation | 100 mètres nage libre féminin | Siobhan Bernadette Haughey | 52 s 33       | 31 juillet |

| Sport    |   |   |   | Total |
| -------- | - | - | - | ----- |
| Escrime  | 2 | 0 | 0 | 2     |
| Natation | 0 | 0 | 2 | 2     |
| Total    | 2 | 0 | 2 | 4     |

| Jour       |   |   |   | Total |
| ---------- | - | - | - | ----- |
| 27 juillet | 1 | 0 | 0 | 1     |
| 29 juillet | 1 | 0 | 1 | 2     |
| 31 juillet | 0 | 0 | 1 | 1     |
| Total      | 2 | 0 | 2 | 4     |

| Sexe   |   |   |   | Total |
| ------ | - | - | - | ----- |
| Femmes | 1 | 0 | 2 | 3     |
| Hommes | 1 | 0 | 0 | 1     |
| Total  | 2 | 0 | 2 | 4     |

## Résultats

### Athlétisme

#### Hommes
| Athlète   | Épreuve | Tour préliminaire | Tour préliminaire | Premier tour | Premier tour | Demi-finales | Demi-finales | Finale  | Finale  |
| Athlète   | Épreuve | Temps             | Rang              | Temps        | Rang         | Temps        | Rang         | Temps   | Rang    |
| --------- | ------- | ----------------- | ----------------- | ------------ | ------------ | ------------ | ------------ | ------- | ------- |
| Felix Diu | 100 m   | 10 s 62           | 4e                | Éliminé      | Éliminé      | Éliminé      | Éliminé      | Éliminé | Éliminé |

### Aviron
Légende: FA = finale A (médaille) ; FB = finale B (pas de médaille) ; FC = finale C (pas de médaille) ; FD = finale D (pas de médaille) ; FE = finale E (pas de médaille) ; FF = finale F (pas de médaille) ; SA/B = demi-finales A/B ; SC/D = demi-finales C/D ; SE/F = demi-finales E/F ; QF = quarts de finale; R= repêchage
| Athlète       | Compétition | Série        | Série | Repêchage     | Repêchage | Quart de finale | Quart de finale | Demi-finale  | Demi-finale | Finale        | Finale |
| Athlète       | Compétition | Temps        | Rang  | Temps         | Rang      | Temps           | Rang            | Temps        | Rang        | Temps         | Rang   |
| ------------- | ----------- | ------------ | ----- | ------------- | --------- | --------------- | --------------- | ------------ | ----------- | ------------- | ------ |
| Chiu Hin Chun | Skiff       | 7 min 0 s 29 | 4e R  | 7 min 12 s 94 | 2e QF     | 7 min 13 s 70   | 6e SC/D         | 7 min 3 s 68 | 5e FD       | 6 min 56 s 65 | 20e    |

### Badminton
| Athlète                      | Compétition   | Phase de groupes                            | Phase de groupes                                 | Phase de groupes               | Phase de groupes | 1/8e de finale   | Quarts de finale                | Demi-finales     | Finale / 3e place | Finale / 3e place |
| Athlète                      | Compétition   | Adversaire Score                            | Adversaire Score                                 | Adversaire Score               | Rang             | Adversaire Score | Adversaire Score                | Adversaire Score | Adversaire Score  | Rang              |
| ---------------------------- | ------------- | ------------------------------------------- | ------------------------------------------------ | ------------------------------ | ---------------- | ---------------- | ------------------------------- | ---------------- | ----------------- | ----------------- |
| Lee Cheuk Yiu                | Simple hommes | Garrido Victoire 21-5, 15-21, 21-17         | Chou Défaite 18-21, 13-21                        | Non disputé                    | 2e du gr. I      | Éliminé          | Éliminé                         | Éliminé          | Éliminé           | Éliminé           |
| Lo Sin Yan                   | Simple dames  | Vieira Défaite 19-21, 14-21                 | Katethong Défaite 14-21, 9-21                    | Non disputé                    | 3e du gr. D      | Éliminée         | Éliminée                        | Éliminée         | Éliminée          | Éliminée          |
| Yeung Nga Ting Yeung Pui Lam | Double dames  | Stoeva / Stoeva Défaite 11-21, 23-21, 15-21 | Xu / Xu Victoire 24-22, 17-21, 21-12             | Liu / Tan Défaite 18-21, 15-21 | 3e du gr. B      | Non disputé      | Éliminées                       | Éliminées        | Éliminées         | Éliminées         |
| Tang Chun Man Tse Ying Suet  | Double mixte  | Ye / Lee Victoire 21-13, 21-13              | Watanabe / Higashino Défaite 17-21, 21-14, 18-21 | Christiansen / Bøje Forfaits   | 2e du gr. C      | Non disputé      | Seo / Chae Défaite 15-21, 10-21 | Éliminés         | Éliminés          | Éliminés          |

### Cyclisme

#### Piste
| Athlète      | Compétition | Scratch | Course tempo | Élimination | Course aux points | Course aux points | Total | Rang |
| Athlète      | Compétition | Rang    | Rang         | Rang        | Points            | Rang              | Total | Rang |
| ------------ | ----------- | ------- | ------------ | ----------- | ----------------- | ----------------- | ----- | ---- |
| Lee Sze Wing | Femmes      | 19e     | 13e          | 18e         | 0                 | 19e               | 26    | 20e  |

#### Route
| Athlète     | Compétition     | Temps   | Rang    |
| ----------- | --------------- | ------- | ------- |
| Lau Wan Yau | Course en ligne | Abandon | Abandon |

| Athlète      | Compétition     | Temps           | Rang |
| ------------ | --------------- | --------------- | ---- |
| Lee Sze Wing | Course en ligne | 4 h 10 min 47 s | 64e  |

### Escrime
| Athlète        | Compétition        | 1/32 de finale   | Seizièmes de finale | Huitièmes de finale | Quarts de finale      | Demi-finales / Classement | Finale / Classement   | Rang                           |
| Athlète        | Compétition        | Adversaire Score | Adversaire Score    | Adversaire Score    | Adversaire Score      | Adversaire Score          | Adversaire Score      | Rang                           |
| -------------- | ------------------ | ---------------- | ------------------- | ------------------- | --------------------- | ------------------------- | --------------------- | ------------------------------ |
| Ho Wai Hang    | Épée individuelle  | Exempté          | Yamada Défaite 9-15 | Éliminé             | Éliminé               | Éliminé                   | Éliminé               | Éliminé                        |
| Cheung Ka Long | Fleuret individuel | Exempté          | Gu Victoire 15-5    | Mo Victoire 15-10   | Lefort Victoire 15-14 | Iimura Victoire 15-11     | Macchi Victoire 15-14 | Médaille d'or, Jeux olympiques |

| Athlète     | Compétition        | 1/32 de finale   | Seizièmes de finale    | Huitièmes de finale     | Quarts de finale        | Demi-finales / Classement | Finale / Classement  | Rang                           |
| Athlète     | Compétition        | Adversaire Score | Adversaire Score       | Adversaire Score        | Adversaire Score        | Adversaire Score          | Adversaire Score     | Rang                           |
| ----------- | ------------------ | ---------------- | ---------------------- | ----------------------- | ----------------------- | ------------------------- | -------------------- | ------------------------------ |
| Vivian Kong | Épée individuelle  | Exempté          | Hussein Victoire 15-11 | Husisian Victoire 15-12 | Kryvytska Victoire 15-7 | Differt Victoire 15-11    | Mallo Victoire 13-12 | Médaille d'or, Jeux olympiques |
| Daphne Chan | Fleuret individuel | Exempté          | Azuma Victoire 15-14   | Sauer Défaite 8-15      | Éliminé                 | Éliminé                   | Éliminé              | Éliminé                        |

### Gymnastique artistique
| Athlète       | Compétition    | Qualifications | Qualifications | Qualifications | Qualifications | Qualifications    | Qualifications | Qualifications | Qualifications | Finale   | Finale         | Finale   | Finale   | Finale            | Finale     | Finale  | Finale  |
| Athlète       | Compétition    | Appareil       | Appareil       | Appareil       | Appareil       | Appareil          | Appareil       | Total          | Rang           | Appareil | Appareil       | Appareil | Appareil | Appareil          | Appareil   | Total   | Rang    |
| Athlète       | Compétition    | Sol            | Cheval d'arçon | Anneaux        | Saut           | Barres parallèles | Barre fixe     | Total          | Rang           | Sol      | Cheval d'arçon | Anneaux  | Saut     | Barres parallèles | Barre fixe | Total   | Rang    |
| ------------- | -------------- | -------------- | -------------- | -------------- | -------------- | ----------------- | -------------- | -------------- | -------------- | -------- | -------------- | -------- | -------- | ----------------- | ---------- | ------- | ------- |
| Shek Wai Hung | Saut de cheval | -              | -              | -              | 14,099         | -                 | -              | 14,099         | 14e            | Éliminé  | Éliminé        | Éliminé  | Éliminé  | Éliminé           | Éliminé    | Éliminé | Éliminé |

### Judo
| Athlète     | Compétition    | 1er tour             | 2e tour             | Quart de finale     | Demi-finale         | Repêchage           | Finale / CB         | Rang    |
| Athlète     | Compétition    | Adversaire Résultat  | Adversaire Résultat | Adversaire Résultat | Adversaire Résultat | Adversaire Résultat | Adversaire Résultat | Rang    |
| ----------- | -------------- | -------------------- | ------------------- | ------------------- | ------------------- | ------------------- | ------------------- | ------- |
| Wong Ka Lee | Moins de 48 kg | Tanzer Défaite 00-10 | Éliminé             | Éliminé             | Éliminé             | Éliminé             | Éliminé             | Éliminé |

### Natation
| Athlète | Épreuve          | Séries  | Séries | Demi-finales | Demi-finales | Finale  | Finale  |
| Athlète | Épreuve          | Temps   | Rang   | Temps        | Rang         | Temps   | Rang    |
| ------- | ---------------- | ------- | ------ | ------------ | ------------ | ------- | ------- |
| Ian Ho  | 50 m nage libre  | 22 s 12 | 24e    | Éliminé      | Éliminé      | Éliminé | Éliminé |
| Ian Ho  | 100 m nage libre | 51 s 46 | 55e    | Éliminé      | Éliminé      | Éliminé | Éliminé |

| Cindy Cheung                                           | 100 m dos            | 1 min 3 s 45  | 29e | Éliminée      | Éliminée    | Éliminée      | Éliminée                            |           |           |
| Cindy Cheung                                           | 200 m dos            | 2 min 17 s 32 | 26e | Éliminée      | Éliminée    | Éliminée      | Éliminée                            |           |           |
| Siobhán Haughey                                        | 100 m nage libre     | 53 s 02       | 2e  | 52 s 64       | 1er         | 52 s 33       | Médaille de bronze, Jeux olympiques |           |           |
| Siobhán Haughey                                        | 200 m nage libre     | 1 min 56 s 38 | 5e  | 1 min 55 s 51 | 4e          | 1 min 54 s 55 | Médaille de bronze, Jeux olympiques |           |           |
| Tam Hoi Lam Camille Cheng Stephanie Au Siobhán Haughey | 4 × 100 m nage libre | 3 min 42 s 42 | 15e | Non disputé   | Non disputé | Éliminées     | Éliminées                           |           |           |
| Stephanie Au Siobhán Haughey Natalie Kan Camille Cheng | 4 × 100 m 4 nages    | 4 min 3 s 56  | 13e | Non disputé   | Non disputé | Éliminées     | Éliminées                           | Éliminées | Éliminées |

### Taekwondo
| Athlète     | Compétition    | Qualifications          | Éliminatoires        | Quart de finale     | Demi-finale         | Repêchage           | Finale / CB         | Rang |
| Athlète     | Compétition    | Adversaire Résultat     | Adversaire Résultat  | Adversaire Résultat | Adversaire Résultat | Adversaire Résultat | Adversaire Résultat | Rang |
| ----------- | -------------- | ----------------------- | -------------------- | ------------------- | ------------------- | ------------------- | ------------------- | ---- |
| Lo Wai Fung | Moins de 68 kg | Al Ghotany Victorie 2-0 | Rashitov Défaite 0-2 | Éliminé             | Éliminé             | Liang Défaite 0-2   | Éliminé             | 7e   |

### Tennis de table
| Athlète(s)     | Compétition | Tour préliminaire   | 1er tour            | 2e tour             | 3e tour             | Quart de finale     | Demi-finale         | Finale / MB         | Rang    |
| Athlète(s)     | Compétition | Adversaire(s) Score | Adversaire(s) Score | Adversaire(s) Score | Adversaire(s) Score | Adversaire(s) Score | Adversaire(s) Score | Adversaire(s) Score | Rang    |
| -------------- | ----------- | ------------------- | ------------------- | ------------------- | ------------------- | ------------------- | ------------------- | ------------------- | ------- |
| Wong Chun Ting | Simple      | Exempté             | Diaw Victorie 4-3   | Fan Défaite 1-4     | Éliminé             | Éliminé             | Éliminé             | Éliminé             | Éliminé |

| Athlète(s)                            | Compétition | Tour préliminaire   | 1er tour            | 2e tour             | 3e tour             | Quart de finale     | Demi-finale         | Finale / MB         | Rang      |
| Athlète(s)                            | Compétition | Adversaire(s) Score | Adversaire(s) Score | Adversaire(s) Score | Adversaire(s) Score | Adversaire(s) Score | Adversaire(s) Score | Adversaire(s) Score | Rang      |
| ------------------------------------- | ----------- | ------------------- | ------------------- | ------------------- | ------------------- | ------------------- | ------------------- | ------------------- | --------- |
| Doo Hoi Kem                           | Simple      | Exempté             | Pyon Défaite 1-4    | Éliminée            | Éliminée            | Éliminée            | Éliminée            | Éliminée            | Éliminée  |
| Zhu Chengzhu                          | Simple      | Exempté             | Chien Victorie 4-0  | Hirano Défaite 0-4  | Éliminée            | Éliminée            | Éliminée            | Éliminée            | Éliminée  |
| Doo Hoi Kem Zhu Chengzhu Lee Ho Ching | Par équipes | Non disputé         | Non disputé         | Non disputé         | Suède Défaite 2-3   | Éliminées           | Éliminées           | Éliminées           | Éliminées |

| Athlètes                   | Huitième de finale             | Quart de finale            | Demi-finale          | Finale / MB            | Rang |
| Athlètes                   | Adversaires Score              | Adversaires Score          | Adversaires Score    | Adversaires Score      | Rang |
| -------------------------- | ------------------------------ | -------------------------- | -------------------- | ---------------------- | ---- |
| Wong Chun Ting Doo Hoi Kem | Ecseki / Madarász Victorie 4-1 | Robles / Xiao Victorie 4-2 | Ri / Kim Défaite 3-4 | Lim / Shin Défaite 0-4 | 4e   |

### Triathlon
| Athlète           | Compétition | Natation (1,5 km) | Transition 1 | Vélo (40 km) | Transition 2 | Course (10 km) | Temps   | Résultat |
| ----------------- | ----------- | ----------------- | ------------ | ------------ | ------------ | -------------- | ------- | -------- |
| Jason Ng Tai Long | Hommes      | 24 min 6 s        | 51 s         | Abandon      | Abandon      | Abandon        | Abandon | Abandon  |

### Voile
Nota : le résultat barré est le plus mauvais de l’athlète concerné. Il n’est pas pris en compte dans le total.
| Athlètes                      | Compétition | Régates | Régates | Régates | Régates | Régates | Régates | Régates | Régates | Régates  | Régates  | Régates     | Régates     | Régates     | Régates     | Total net | Medal series  | Medal series | Medal series | Classement |
| Athlètes                      | Compétition | 1       | 2       | 3       | 4       | 5       | 6       | 7       | 8       | 9        | 10       | 11          | 12          | 13          | CM          | Total net | 1/4 de finale | 1/2 finale   | Finale       | Classement |
| ----------------------------- | ----------- | ------- | ------- | ------- | ------- | ------- | ------- | ------- | ------- | -------- | -------- | ----------- | ----------- | ----------- | ----------- | --------- | ------------- | ------------ | ------------ | ---------- |
| Nicholas Halliday             | Laser       | 35      | 14      | 35      | 16      | 18      | 6       | 15      | 32      | Annulées | Annulées | Non disputé | Non disputé | Non disputé | Él.         | 139       | Non disputé   | Non disputé  | Non disputé  | 24e        |
| Akira Sakai Russell Alysworth | 49er        | 17      | 12      | 19      | 19      | 14      | 12      | 20      | 20      | 14       | 18       | 9           | 18          | Non disputé | Él.         | 172       | Non disputé   | Non disputé  | Non disputé  | 20e        |
| Ma Kwan Ching                 | IQFoil      | 20      | 14      | 7       | 25      | 14      | 9       | 1       | 10      | 7        | 5        | 5           | 19          | 15          | Non disputé | 106       | Éliminés      | Éliminés     | Éliminés     | Éliminés   |

| Athlète       | Compétition | Régates | Régates | Régates | Régates | Régates | Régates | Régates | Régates | Régates | Régates | Régates | Régates | Régates | Régates | Total net | Medal series  | Medal series | Medal series | Classement |
| Athlète       | Compétition | 1       | 2       | 3       | 4       | 5       | 6       | 7       | 8       | 9       | 10      | 11      | 12      | 13      | 14      | Total net | 1/4 de finale | 1/2 finale   | Finale       | Classement |
| ------------- | ----------- | ------- | ------- | ------- | ------- | ------- | ------- | ------- | ------- | ------- | ------- | ------- | ------- | ------- | ------- | --------- | ------------- | ------------ | ------------ | ---------- |
| Ma Kwan Ching | IQFoil      | 6       | 5       | 15      | 5       | 10      | 17      | 18      | 7       | 21      | 17      | 14      | 25      | 15      | 10      | 139       | Éliminée      | Éliminée     | Éliminée     | Éliminée   |